# 标志性外貌
标志性外貌又稱標誌性造型，是某一特定角色或表演者的高独特性穿著或其他高辨识度符号，令其更能让观众一眼看出。部分标志性外貌可能源起于圈内笑话，但之后被更大范围的观众所知晓。标志性外貌并未被商标法所承认，所以某一标志性外貌本身也得不到商标法的保护。
政客也可能会擺出标志性的造型，比如美国前总统贝拉克·奥巴马的西装、德国前总理安格拉·默克爾的梅克爾菱形手势。标志性外貌亦可指代某一特定次文化的服装。
史蒂夫·乔布斯、马克·扎克伯格等人也搞出了自己的標誌性造型。他们告诉外界，这么做的原因是为了省去花在决定每天要穿什么上的大量时间。由于时尚潮流受到了以上二者这样的人物影响，越来越多的人开始寻找自己的个人标志性风格。有时，若一名人突然没有擺出標誌性造型，人们甚至会无法立即认出他们。